# العلاقات الجورجية المالية
العلاقات الجورجية المالية هي العلاقات الثنائية التي تجمع بين جورجيا ومالي.

## مقارنة بين البلدين
هذه مقارنة عامة ومرجعية للدولتين:
| وجه المقارنة                                              | جورجيا                          | مالي            |
| --------------------------------------------------------- | ------------------------------- | --------------- |
| المساحة (كم2)                                             | 69.70 ألف                       | 1.24 مليون      |
| عدد السكان (نسمة)                                         | 3.72 مليون                      | 18.54 مليون     |
| الكثافة السكانية (ن./كم²)                                 | 53.37                           | 14.95           |
| العاصمة                                                   | تبليسي، كوتايسي                 | باماكو          |
| اللغة الرسمية                                             | اللغة الجورجية، اللغة الأبخازية | لغة فرنسية      |
| العملة                                                    | لاري جورجي                      | فرنك غرب أفريقي |
| الناتج المحلي الإجمالي (بليون دولار)                      | 15.16 مليار                     | 15.29 مليار     |
| الناتج المحلي الإجمالي (تعادل القوة الشرائية) بليون دولار | 35.68 مليار                     | 35.69 مليار     |
| الناتج المحلي الإجمالي الاسمي للفرد دولار أمريكي          | 3.79 ألف                        | 724             |
| الناتج المحلي الإجمالي للفرد دولار أمريكي                 |                                 | 1.60 ألف        |
| مؤشر التنمية البشرية                                      | 0.754                           | 0.419           |
| رمز المكالمات الدولي                                      | +995                            | +223            |
| رمز الإنترنت                                              | .ge، .გე ‏                       | .ml             |
| المنطقة الزمنية                                           | ت ع م+04:00                     | 00              |

## منظمات دولية مشتركة
يشترك البلدان في عضوية مجموعة من المنظمات الدولية، منها:
| علم المنظمة | اسم المنظمة                   | تاريخ انضمام جورجيا | تاريخ انضمام مالي |
| ----------- | ----------------------------- | ------------------- | ----------------- |
|             | مؤسسة التنمية الدولية         | 31 أغسطس 1993       | 27 سبتمبر 1963    |
|             | الأمم المتحدة                 | 31 يوليو 1992       | 28 سبتمبر 1960    |
|             | منظمة التجارة العالمية        | 14 يونيو 2000       | ?                 |
|             | الاتحاد الدولي للاتصالات      | 7 يناير 1993        | 21 أكتوبر 1960    |
|             | الفريق المعني برصد الأرض      | ?                   | ?                 |
|             | البنك الدولي للإنشاء والتعمير | 7 أغسطس 1992        | 27 سبتمبر 1963    |
|             | الاتحاد البريدي العالمي       | ?                   | ?                 |
|             | مؤسسة التمويل الدولية         | 29 يونيو 1995       | 9 مايو 1978       |
|             | يونسكو                        | 7 أكتوبر 1992       | 7 نوفمبر 1960     |

## وصلات خارجية
- موقع وزارة الخارجية الجورجية